# Trivirostra pellucidula
Trivirostra pellucidula is een slakkensoort uit de familie van de Triviidae. De wetenschappelijke naam van de soort is voor het eerst geldig gepubliceerd in 1846 door Gaskoin.